# Rudolf Höss
Franz Ferdinand Rudolf Höss de vegades escrit Höß, Hess o Hoess; (25 de novembre de 1900 - 16 d'abril de 1947), va ser un militar i oficial nazi, Obersturmbannführer de les Schutzstaffel (SS), primer comandant del camp d'extermini d'Auschwitz entre el 4 de maig 1940 i el novembre 1943.

## Inicis
Rudolf Höss va néixer a Baden-Baden, en una família catòlica. En els seus primers anys, segons la seva autobiografia, era un nen solitari, sense amics de la seva mateixa edat, fins que va ingressar a l'escola primària, i totes les persones amb qui es relacionava eren adults. El seu pare, un oficial de l'exèrcit alemany que havia servit a l'Àfrica Oriental, va educar el seu fill amb estrictes principis religiosos i una disciplina militar, havent decidit que Rudolf esdevingués sacerdot.
En esclatar la Primera Guerra Mundial, Höss va servir breument en un hospital militar i després, a l'edat de 14 anys, va ser admès a l'exèrcit alemany, i a la mateixa divisió on havien servit el seu pare i el seu avi, el 21è Regiment de Dragons. Va ser enviat a combatre en territori de l'imperi otomà. Mentre es trobava a Turquia va promocionar al rang de Feldwebel i a l'edat de 17 anys fou el sotsoficial més jove de l'exèrcit. Se li va concedir la Creu de Ferro de primera i segona classe, entre altres guardons. Höss també va servir breument com a comandant d'una unitat de cavalleria.
Després de la rendició d'Alemanya, Höss va completar la seva educació secundària, i després es va unir als grups paramilitars nacionalistes que s'estaven formant en el caos de la postguerra - en primer lloc al Cos de Voluntaris de Prússia Oriental i després als Freikorps-, participant en accions de guerrilla al Ruhr, l'Alta Silèsia i el Bàltic. Höss va renunciar oficialment a la seva pertinença a l'Església catòlica el 1922, el mateix any que inicià la seva militància al NSDAP després de sentir parlar Hitler en un discurs a Múnic.
El 1923, participà en l'assassinat de Walter Kadow per venjar l'execució d'Albert Leo Schlageter, nacionalista que havia realitzat operacions de sabotatge contra les línies de subministrament franceses. Després que un dels altres participants del crim filtrés la informació a un diari local, Höss va ser arrestat i jutjat com a responsable del crim. Tot i que més tard va afirmar que en realitat la responsabilitat era d'un altre home, Höss va dir que havia acceptat els càrrecs com a líder del grup, i va ser declarat culpable i condemnat a complir 10 anys de condemna a la presó de Brandenburg. També Martin Bormann va ser condemnat per participar en aquest crim, a un any de presó.
Höss va ser alliberat el juliol de 1928 gràcies a una amnistia general, i es va unir a la Lliga dels Artamans, moviment völkisch nacionalista que propugnava un retorn a la terra i l'assumpció d'un estil de vida saludable basat en l'activitat agrària autàrquica. En el si d'aquesta organització va conèixer la seva futura dona, Hedwig Hensel, amb qui es va casar el 17 d'agost de 1929. Van tenir cinc fills (dos fills i tres filles), nascuts entre 1930 i 1943.

## Ingrés a les SS
Höss va demanar voluntàriament la seva incorporació a les SS el 20 de setembre de 1933, i la seva sol·licitud va ser acceptada l'1 d'abril de 1934. Aquell mateix any, Höss entrà a formar part de les unitats SS-Totenkopfverbände (Unitats de la Calavera) i el desembre, va ser assignat al Camp de concentració de Dachau, on va ocupar el càrrec de Blockführer. Possiblement degut a la seva experiència penitenciària, Höss va destacar en les seves funcions i va ser recomanat pels seus superiors a promocionar i assumir responsabilitats més grans. Al final dels seus quatre anys a Dachau, exercia com a administrador dels béns dels presoners.
Sobre aquest període, Höss diu en la seva autobiografia que no li agradaven els càstigs corporals que els guàrdies dels camps aplicaven als detinguts, fins al punt que els evitava tant com podia. Assegura que la seva primera execució no el va afectar tant i que no podia explicar-ne el motiu. També hi diu que, a causa de la gent que va conèixer i les coses que havia experimentat com a Blockführer, va lamentar no haver seguit el camí que els seus pares li havien triat a l'església.
El 1938 va rebre un ascens a SS-Hauptsturmführer (una categoria paramilitar equivalent a capità) i va ser ajudant de Hermann Baranowski al camp de Sachsenhausen. Es va incorporar a les Waffen-SS el 1939.

## Comandant d'Auschwitz
El maig de 1940, Höss va ser nomenat comandant d'un camp de presoners a Polònia occidental, un territori que havia estat annexionat per Alemanya i es va incorporar a la província de l'Alta Silèsia. El campament havia estat aixecat en època de l'Imperi Austrohongarès, i més tard acollí les casernes de l'exèrcit polonès properes a la ciutat d'Oświęcim, el nom polonès d'Auschwitz. Höss va comandar el camp durant tres anys i mig, temps durant el qual es va convertir en un gran complex conegut definitivament com el camp d'extermini d'Auschwitz-Birkenau.

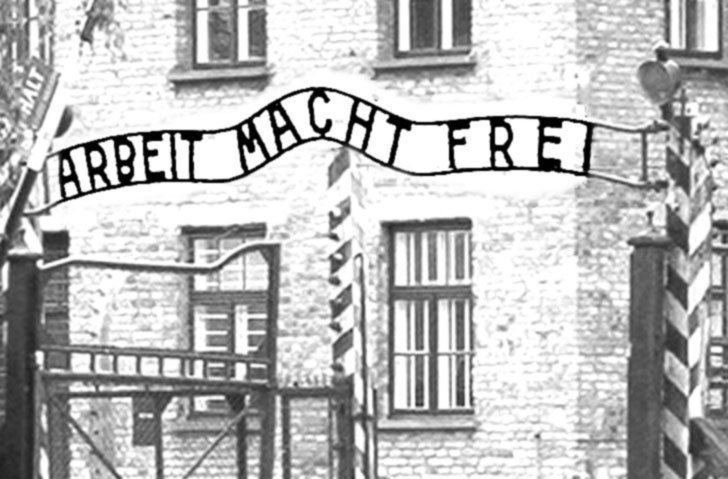
La col·locació de la inscripció Arbeit macht frei a l'entrada d'Auschwitz s'atribueix a Höss.

En la seva màxima extensió, Auschwitz estava format per tres instal·lacions separades (Auschwitz I, Auschwitz II/Birkenau i Auschwitz III/Monowitz), i va ser construït en 8.100 hectàrees adjacents al camp original que van ser desocupades de tots els habitants. Els seus primers reclusos van ser polonesos, així com presoners de guerra soviètics. Auschwitz I va ser el centre administratiu del complex; Birkenau va ser el camp d'extermini, on es van produir la majoria de morts.
Segons el testimoni posterior de Höss, l'estiu de 1941 va ser cridat a Berlín per una reunió amb el Reichsführer--SS Heinrich Himmler, on aquest li va comunicar: "El Führer ha donat l'ordre de procedir a la "solució final" del problema jueu. Nosaltres, les SS, serem els encarregats de complir aquesta ordre". Segons el mateix relat de Höss, Himmler va dir que havia triat Auschwitz per a aquest fi "primer per la seva situació favorable des del punt de vista de les comunicacions i, després, perquè l'emplaçament destinat a aquesta acció pot ser fàcilment aïllat i camuflat en aquesta regió". Per a complir la seva tasca, Höss rebria tots els detalls i les instruccions d'Adolf Eichmann. Himmler li va descriure el projecte com un assumpte secret del Reich, i ordenà a Höss "guardar silenci sobre aquesta ordre, fins i tot davant els seus superiors".
| «             | Per voluntat del Reichsführer de les SS, Auschwitz es va convertir en la més gran instal·lació d'extermini d'éssers humans de tots els temps. Que fos necessari o no aquest extermini en massa dels jueus, a mi no em corresponia posar-ho en dubte, quedava fora de les meves atribucions. Si el mateix Führer havia ordenat la solució final del problema jueu, no corresponia a un nacionalsocialista de tota la vida com jo, i molt menys a un Führer de les SS, posar-ho en dubte | » |
| — Rudolf Höss | |   |

## Captura
Acabada l'Aktion a finals de juliol de 1944, Höss va tornar a Oranienburg, seu de la WVHA, que inspeccionava els camps de concentració, i va ser contractat per organitzar l'evacuació dels camps amenaçats per l'avanç de les forces soviètiques i aliades. L'hivern de 1944-45, els camps de l'Est, com Auschwitz, s'evacuaren seguint l'ordre de Himmler per evitar que els interns dels camps de concentració caiguessin en mans de l'enemic. Les evacuacions, sota el fred de l'hivern polonès i sense aliments, es convertiren en veritables "marxes de la mort", on milers de presoners van morir -assassinats per les SS amb un tret al coll- perquè eren massa lents. Els supervivents van arribar al seu destí a camps encara en mans dels alemanys, patint terribles condicions d'amuntegament, i en molts casos van ser conduïts a una mort lenta per inanició.
En la seva última reunió amb Himmler, quan era evident la derrota d'Alemanya, va rebre una càpsula de cianur i l'ordre d'intentar ocultar-se entre les files de la Wehrmacht. Wolfgang Lüth, un nazi convençut, capità i director de l'Escola de Marina de Mürwik, li va procurar falsa documentació i una nova identitat, la de Franz Lang, un contramestre caigut. Així va ser internat, sense ser reconegut, en una presó destinada a membres de les SS. Quan va ser alliberat, treballava en una granja prop de Flensburg amb aquest nom nou. Els mesos següents, les autoritats britàniques van sotmetre la família de Höss a un estricte control per mirar de capturar-lo. L'11 de març de 1946, la seva dona el va delatar davant les amenaces d'enviar el seu fill Klaus a Rússia, i el mateix dia fou capturat. Dies abans, la càpsula de cianur que guardava per a aquest cas se li havia trencat. Després dels interrogatoris, el 14/15 de maig signà una declaració on descrivia a grans trets les operacions d'extermini efectuades al complex d'Auschwitz.

## Judici i execució
Durant els Judicis de Nuremberg va comparèixer com a testimoni de la defensa en el judici d'Ernst Kaltenbrunner, cap de la Gestapo i superior immediat d'Eichmann, organitzador de l'Holocaust. Va respondre amb calma i fredor les qüestions al voltant de l'organització del camp d'Auschwitz i de les instal·lacions utilitzades per a acomplir la tasca d'extermini assignada per Himmler: segons Höss, una tasca que, com a soldat en temps de guerra, no podia rebutjar. També declarà en el procés d'Oswald Pohl, cap de la WVHA i l'empresa IG Farben, fabricant del Zyklon B. El 25 de maig de 1946, va ser lliurat a les autoritats poloneses i traslladat a una presó de Cracòvia. El Tribunal Suprem Nacional de Polònia el va considerar culpable de tots els seus càrrecs, essent condemnat a mort el 2 d'abril de 1947. La sentència s'acomplí el 16 d'abril, i va ser penjat a la forca, just al costat del crematori del camp d'Auschwitz.

## Galeria

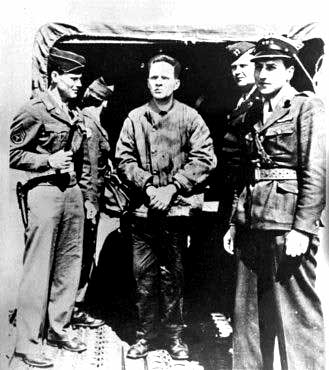
Höss després de ser capturat pels britànics.
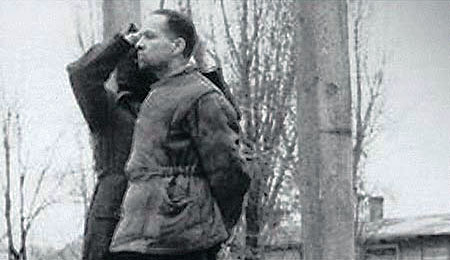
Höss just abans de ser penjat a la forca.
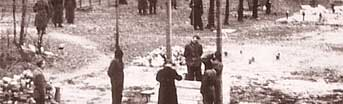
Höss essent executat pels seus crims a Auschwitz.